# Dendranthema shiwogiku
Dendranthema shiwogiku là một loài thực vật có hoa trong họ Cúc. Loài này được (Kitam.) Kitam. mô tả khoa học đầu tiên năm 1978.